# Ecuaciones de Navier-Stokes
En física, las ecuaciones de Navier-Stokes son un conjunto de ecuaciones en derivadas parciales no lineales que describen el movimiento de un fluido viscoso, nombradas así en honor al ingeniero y físico francés Claude-Louis Navier y al físico y matemático anglo irlandés George Gabriel Stokes. Estas ecuaciones gobiernan la atmósfera terrestre, las corrientes oceánicas y el flujo alrededor de vehículos o proyectiles y, en general, cualquier fenómeno en el que se involucren fluidos newtonianos.
Las ecuaciones de Navier-Stokes expresan matemáticamente la conservación del momento y la conservación de la masa para los fluidos newtonianos. Aplicando los principios de conservación de la mecánica y la termodinámica a un volumen fluido se obtiene la llamada formulación integral de las ecuaciones. Para llegar a su formulación diferencial, se manipulan aplicando ciertas consideraciones, principalmente aquella en la que los esfuerzos tangenciales guardan una relación lineal con el gradiente de velocidad (ley de viscosidad de Newton), obteniendo de esta manera la formulación diferencial que generalmente es más útil para la resolución de los problemas que se plantean en la mecánica de fluidos.[cita requerida]
Como ya se ha dicho, las ecuaciones de Navier-Stokes son un conjunto de ecuaciones en derivadas parciales no lineales. No se dispone de una solución general para este conjunto de ecuaciones. Y, salvo ciertos tipos de flujo y situaciones muy concretas, no es posible hallar una solución analítica, por lo que en muchas ocasiones es preciso recurrir al análisis numérico para determinar una solución aproximada. A la rama de la mecánica de fluidos que se ocupa de la obtención de estas soluciones mediante métodos numéricos se le denomina dinámica de fluidos computacional (CFD, de su acrónimo anglosajón Computational Fluid Dynamics).[cita requerida]

## Conceptos previos

### Derivada sustancial o material
Debido a que generalmente se adopta la descripción euleriana, la derivada ordinaria {\displaystyle {\partial \phi }/{\partial t}} ya no representa toda la variación por unidad de tiempo de una determinada propiedad del fluido (o magnitud fluida) {\displaystyle {\phi }} siguiendo a la partícula fluida. Esto se debe al movimiento del fluido. Para reflejar esta variación, se usa la derivada sustancial (o derivada siguiendo a la partícula fluida). La derivada sustancial o derivada material se define como el operador:

{\displaystyle {\frac {D}{Dt}}(\star )\ {\stackrel {\mathrm {def} }{=}}\ {\frac {\partial (\star )}{\partial t}}+\mathbf {v} \cdot \nabla (\star )}

donde {\displaystyle \mathbf {v} } es la velocidad del fluido. El primer término representa la variación de la propiedad en un punto fijo del espacio y, por ello, se le denomina derivada local, mientras que el segundo representa la variación de la propiedad asociada al cambio de posición de la partícula fluida, y se le denomina derivada convectiva. Este es el procedimiento que sigue José Echegaray para demostrar la derivada material. Véase una demostración de cómo llegar a una derivada material. Tomando las coordenadas de Euler como:

{\displaystyle \mathbf {v} =v_{x}(x,y,z,t){\hat {\mathbf {i} }}+v_{y}(x,y,z,t){\hat {\mathbf {j} }}+v_{z}(x,y,z,t){\hat {\mathbf {k} }}}.

Se calculará la aceleración para estas coordenadas:

{\displaystyle \mathbf {a} ={\frac {d\mathbf {v} }{dt}}={\frac {dv_{x}}{dt}}{\hat {\mathbf {i} }}+{\frac {dv_{y}}{dt}}{\hat {\mathbf {j} }}+{\frac {dv_{z}}{dt}}{\hat {\mathbf {k} }}}

Se desarrolla cada derivada total de cada componente. Así, se podrá seguir un desarrollo fácil de recordar:

{\displaystyle {\frac {Dv_{x}}{Dt}}i={\frac {\partial v_{x}}{\partial t}}i+v_{x}{\frac {\partial v_{x}}{\partial x}}i+v_{y}{\frac {\partial v_{x}}{\partial y}}i+v_{z}{\frac {\partial v_{x}}{\partial z}}i}
{\displaystyle {\frac {Dv_{y}}{Dt}}j={\frac {\partial v_{y}}{\partial t}}j+v_{x}{\frac {\partial v_{y}}{\partial x}}j+v_{y}{\frac {\partial v_{y}}{\partial y}}j+v_{z}{\frac {\partial v_{y}}{\partial z}}j}
{\displaystyle {\frac {Dv_{z}}{Dt}}k={\frac {\partial v_{z}}{\partial t}}k+v_{x}{\frac {\partial v_{z}}{\partial x}}k+v_{y}{\frac {\partial v_{z}}{\partial y}}k+v_{z}{\frac {\partial v_{z}}{\partial z}}k}

Si se suma término a término y se saca factor común, puede obtenerse:

{\displaystyle {\frac {D\mathbf {v} }{Dt}}={\frac {\partial (v_{x}i+v_{y}j+v_{z}k)}{\partial t}}+v_{x}{\frac {\partial (v_{x}i+v_{y}j+v_{z}k)}{\partial x}}+v_{y}{\frac {\partial (v_{x}i+v_{y}j+v_{z}k)}{\partial y}}+v_{z}{\frac {\partial (v_{x}i+v_{y}j+v_{z}k)}{\partial z}}}
{\displaystyle {\frac {D\mathbf {v} }{Dt}}={\frac {\partial \mathbf {v} }{\partial t}}+[v_{x}{\frac {\partial }{\partial x}}+v_{y}{\frac {\partial }{\partial y}}+v_{z}{\frac {\partial }{\partial z}}]\mathbf {v} ={\frac {\partial \mathbf {v} }{\partial t}}+(\mathbf {v} \cdot \nabla )\mathbf {v} }

Las derivadas parciales espaciales se pueden escribir como {\displaystyle \mathbf {v} \cdot \nabla }.
Si ahora se sustituye la velocidad por {\displaystyle (\star )}, se obtendrá formalmente la expresión de la derivada material:

{\displaystyle {\frac {D}{Dt}}(\star )={\frac {\partial (\star )}{\partial t}}+(\mathbf {v} \cdot \nabla )(\star )}

### Teorema del transporte de Reynolds
Si la derivada sustancial permite calcular la variación de una magnitud, ligada a una partícula fluida, el teorema del transporte de Reynolds permitirá calcular la variación de una magnitud fluida extensiva ligada a un volumen fluido. Existe, por tanto, una analogía entre ambos conceptos, pues una partícula fluida no es más que un volumen fluido infinitesimal. En su forma general, el teorema del transporte de Reynolds se expresa como:

{\displaystyle {\frac {D}{Dt}}\int _{V_{f}(t)}\phi \;d\Omega ={\frac {\partial }{\partial t}}\int _{V_{c}(t)}\phi \;d\Omega +\int _{S_{c}(t)}\phi \left(\mathbf {v-v_{c}} \right)\cdot \mathbf {n} \;d\sigma }

donde {\displaystyle \phi } es la magnitud fluida extensiva definida por unidad de volumen (una magnitud extensiva por unidad de volumen es una magnitud intensiva), {\displaystyle V_{f}} es un volumen fluido, {\displaystyle V_{c}} es un volumen de control que coincide con {\displaystyle V_{f}} en el instante t, {\displaystyle S_{c}} la superficie de dicho volumen de control, {\displaystyle \mathbf {v} } la velocidad del fluido y {\displaystyle \mathbf {v_{c}} } la velocidad de la superficie de control.[cita requerida]
El segundo término del miembro derecho representa el flujo convectivo de la magnitud fluida extensiva a través de la superficie de control que limita el volumen de control. Se define el flujo convectivo de una magnitud fluida extensiva a través de una superficie de control como la cantidad de dicha magnitud que, transportada por el fluido, atraviesa la superficie de control en la unidad de tiempo.[cita requerida]
En términos coloquiales, el teorema del transporte de Reynolds afirma que la variación de una propiedad extensiva en un volumen fluido es igual a la variación de dicha propiedad en el interior de ese volumen más la cantidad de dicha propiedad que atraviesa la superficie del volumen.[cita requerida]

### Teorema de la divergencia
El teorema de la divergencia (o teorema de Gauss) permite, bajo ciertas hipótesis, transformar integrales de superficie en integrales de volumen (y viceversa). En el caso particular de tres dimensiones, puede expresarse como:
{\displaystyle \iiint \limits _{V}\left(\nabla \cdot \mathbf {F} \right)dV=\iint \limits _{\partial V}\mathbf {F\cdot n} \;dS}

## Las ecuaciones de Navier-Stokes
Esta expresión representa el principio de conservación del momento lineal aplicada a un fluido general:
{\displaystyle \rho {\frac {Du_{i}}{Dt}}=\rho F_{i}-{\frac {\partial P}{\partial x_{i}}}+{\frac {\partial }{\partial x_{j}}}\left[2\mu \left(e_{ij}-\Delta \delta _{ij}/3\right)\right]}.
La ley de conservación de la masa se escribe:
{\displaystyle {\frac {\partial \rho }{\partial t}}+{\frac {\partial \rho u_{i}}{\partial x_{i}}}=0}
En estas ecuaciones, ρ representa la densidad, ui (i = 1,2,3) las componentes cartesianas de la velocidad, Fi el campo de aceleraciones creado por las fuerzas aplicadas sobre el cuerpo, como la gravedad, P la presión del fluido y μ la viscosidad dinámica.[cita requerida]
{\displaystyle e_{ij}={\frac {1}{2}}\left({\frac {\partial u_{i}}{\partial x_{j}}}+{\frac {\partial u_{j}}{\partial x_{i}}}\right)}
donde Δ = eii es la divergencia del fluido y δij la delta de Kronecker. D / Dt es la derivada total o derivada material temporal siguiendo el fluido:
{\displaystyle {\frac {D}{Dt}}(\cdot )\equiv {\frac {\partial (\cdot )}{\partial t}}+(\mathbf {v} \cdot \nabla )(\cdot )}
La no linealidad de las ecuaciones se debe precisamente al término relacionado con la derivada total. Cuando μ es uniforme sobre todo el fluido, las ecuaciones de fluido se simplifican de la manera siguiente:

{\displaystyle \rho {\frac {Du_{i}}{Dt}}=\rho F_{i}-{\frac {\partial P}{\partial x_{i}}}+\mu \left({\frac {\partial ^{2}u_{i}}{\partial x_{j}\partial x_{j}}}+{\frac {1}{3}}{\frac {\partial ^{2}u_{j}}{\partial x_{i}\partial x_{j}}}\right)}

O, en forma vectorial:

{\displaystyle \rho {\frac {D\mathbf {u} }{Dt}}=\rho \mathbf {k} -{\boldsymbol {\nabla }}P+\mu \left({\frac {1}{3}}{\boldsymbol {\nabla }}({\boldsymbol {\nabla }}\cdot \mathbf {u} )+{\boldsymbol {\nabla }}^{2}\mathbf {u} \right)}

## Casos particulares
Para fluidos de viscosidad nula, es decir cuando μ = 0, las ecuaciones resultantes se denominan ecuaciones de Euler que se utilizan en el estudio de fluidos compresibles y en ondas de choque:

{\displaystyle {\partial \mathbf {v}  \over \partial t}+(\mathbf {v} \cdot {\boldsymbol {\nabla }})(\mathbf {v} )+{1 \over \rho }{\boldsymbol {\nabla }}P=\mathbf {g} }

Por otra parte si se considera un fluido viscoso pero incompresible, entonces la densidad ρ puede ser considerada constante (como en un líquido) y las ecuaciones resultan ser:
{\displaystyle \rho \left({\partial v_{x} \over \partial t}+v_{x}{\partial v_{x} \over \partial x}+v_{y}{\partial v_{x} \over \partial y}+v_{z}{\partial v_{x} \over \partial z}\right)=\mu \left[{\partial ^{2}v_{x} \over \partial x^{2}}+{\partial ^{2}v_{x} \over \partial y^{2}}+{\partial ^{2}v_{x} \over \partial z^{2}}\right]-{\partial P \over \partial x}+\rho g_{x}}
{\displaystyle \rho \left({\partial v_{y} \over \partial t}+v_{x}{\partial v_{y} \over \partial x}+v_{y}{\partial v_{y} \over \partial y}+v_{z}{\partial v_{y} \over \partial z}\right)=\mu \left[{\partial ^{2}v_{y} \over \partial x^{2}}+{\partial ^{2}v_{y} \over \partial y^{2}}+{\partial ^{2}v_{y} \over \partial z^{2}}\right]-{\partial P \over \partial y}+\rho g_{y}}
{\displaystyle \rho \left({\partial v_{z} \over \partial t}+v_{x}{\partial v_{z} \over \partial x}+v_{y}{\partial v_{z} \over \partial y}+v_{z}{\partial v_{z} \over \partial z}\right)=\mu \left[{\partial ^{2}v_{z} \over \partial x^{2}}+{\partial ^{2}v_{z} \over \partial y^{2}}+{\partial ^{2}v_{z} \over \partial z^{2}}\right]-{\partial P \over \partial z}+\rho g_{z}}
y la ecuación de continuidad adquiere la forma siguiente:
{\displaystyle {\partial v_{x} \over \partial x}+{\partial v_{y} \over \partial y}+{\partial v_{z} \over \partial z}=0}

## Uso de ecuaciones de Navier-Stokes en videojuegos
Las ecuaciones de Navier - Stokes se utilizan ampliamente en videojuegos para modelar una amplia variedad de fenómenos naturales. Las simulaciones de fluidos gaseosos a pequeña escala, como fuego y humo, a menudo se basan en el artículo seminal "Real-Time Fluid Dynamics for Games" ("Dinámica de fluidos en tiempo real para juegos") de Jos Stam, que elabora uno de los métodos propuestos en el artículo anterior y más famoso de Stam "Stable Fluids"  de 1999. Stam propone una simulación de fluidos estable utilizando un método de solución de Navier – Stokes de 1968, junto con un esquema de advección semi-lagrangiano incondicionalmente estable, como se propuso por primera vez en 1992.
Las implementaciones más recientes basadas en este trabajo se ejecutan en las unidades de procesamiento de gráficos (GPU) de los sistemas de juego  en lugar de la unidad central de procesamiento (CPU) y logran un grado de rendimiento mucho mayor.
Se han propuesto muchas mejoras al trabajo original de Stam, que adolece inherentemente de una alta disipación numérica tanto en velocidad como en masa.
Se puede encontrar una introducción a la simulación interactiva de fluidos en el curso de la Association for Computing Machinery SIGGRAPH de 2007, Fluid Simulation for Computer Animation (Simulación de fluidos para animación por computadora).

## En la cultura popular
- Esta ecuación es mencionada en la serie Young Sheldon. Sheldon le dice a su abuela que necesita dinero para poder comprar una computadora y así poder resolver la ecuación de Navier-Stokes.

- También es mencionada en la película Gifted (2017), traducida al español como Un don excepcional.